# 織田寛貞
織田寛貞（おだ とおさだ、生没年不詳）は、尾張国の武将である。筑後守を称した。
尾張楽田城主で、清洲三奉行藤左衛門家の庶流、織田久長の流れを汲むとされる。

## 概要
1548年、犬山城主織田信清と共謀し、織田信秀と抗争した。1562年、信長についた信清に攻略され、城を失い没落する。
子の忠寛（津田一安）は信長に仕えた。

## 家族
- 父：織田常寛[2]
- 兄：織田寛故[2]
- 子：織田忠寛